# Eric Sevareid
Arnold Eric Sevareid, né le 26 novembre 1912 à Velva et mort le 9 juillet 1992 à Washington, est un journaliste et correspondant de guerre américain.
Il est journaliste à Columbia Broadcasting System (CBS) de 1939 à 1977. Proche de Edward R. Murrow, il fait partie des « Gars de Murrow ».